# Urocitellus columbianus
Urocitellus columbianus är en däggdjursart som först beskrevs av George Ord 1815.  Den ingår i släktet Spermophilus och familjen ekorrar. IUCN kategoriserar arten globalt som livskraftig.

## Taxonomi
Arten har tidigare förts till släktet sislar (Spermophilus), men efter DNA-studier som visat att arterna i detta släkte var parafyletiska med avseende på präriehundar, släktet Ammospermophilus och murmeldjur, har det delats upp i flera släkten, bland annat Urocitellus.
Catalogue of Life och Wilson & Reeder (2005) skiljer mellan två underarter:
- Urocitellus columbianus columbianus (Ord, 1815) samt
- Urocitellus columbianus ruficaudus (A. H. Howell, 1928)

## Utseende
Den totala kroppslängden är 32 till 41 cm, inklusive en 8 till 12 cm lång svans, och vikten är 340 till 810 g. Pälsen har på ovansidan en gråaktig färg med många vita prickar. Kännetecknande är den rödbruna nosen och dessutom är främre delen av halsen, bröstet och de främre extremiteterna blekt rödbruna. Den yviga svansen har samma färg som ovansidan.

## Utbredning och habitat
Denna sisel förekommer i västra Nordamerika i delstaterna British Columbia och Alberta (Kanada) samt i Washington, Montana, Oregon och Idaho (USA). Arten vistas i kuperade områden och bergstrakter upp till 2 450 meter över havet. Habitatet utgörs av öppna landskap med gräs och med arter av malörtssläktet (Artemisia). Arten hittas även på skogsgläntor av barrskogar.

## Ekologi
Hannar och honor försvarar området kring det underjordiska boet. Ofta har flera individer sina bon nära varandra i vad som liknar en koloni. Urocitellus columbianus äter främst växtdelar som rötter, stjälkar, blad, frön och bär. Dessutom ingår smådjur som insekter, gnagare och fiskar i födan. Arten går främst på marken men kan klättra i de glest fördelade buskarna och träden.
Hanar skapar ett förråd av frön och lök från blommor före vinterdvalan på grund av att de vaknar tidigare än honor innan nya växtdelar är tillgängliga. En hane och en hona kan dela samma bo när de går i ide men de har vanligen skilda sovrum. Före den del av boet som används för vinterdvalan fylls tunneln på cirka 50 centimeter med jord.
Revirets gränser markeras med sekret från körtlarna som ligger vid munnen, vid huvudets sidor och på ryggen.
Individerna håller vinterdvala två tredjedelar av året. När de blir aktiva under senvåren börjar parningstiden. Dräktigheten varar cirka 24 dagar och sedan föds oftast 2 till 4 ungar, ibland upp till 7 ungar. Ungarna diar sin mor cirka 30 dagar. De blir könsmogna 1 till 2 år efter födelsen.

## Bildgalleri

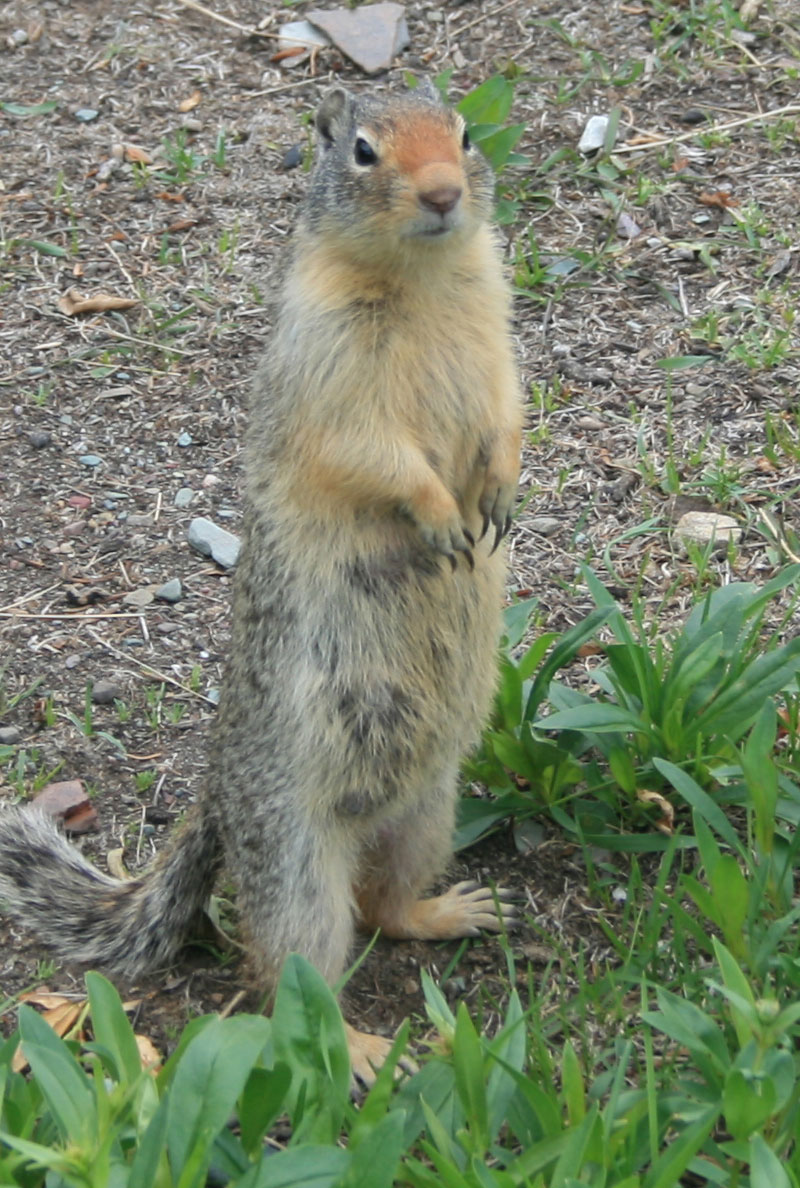
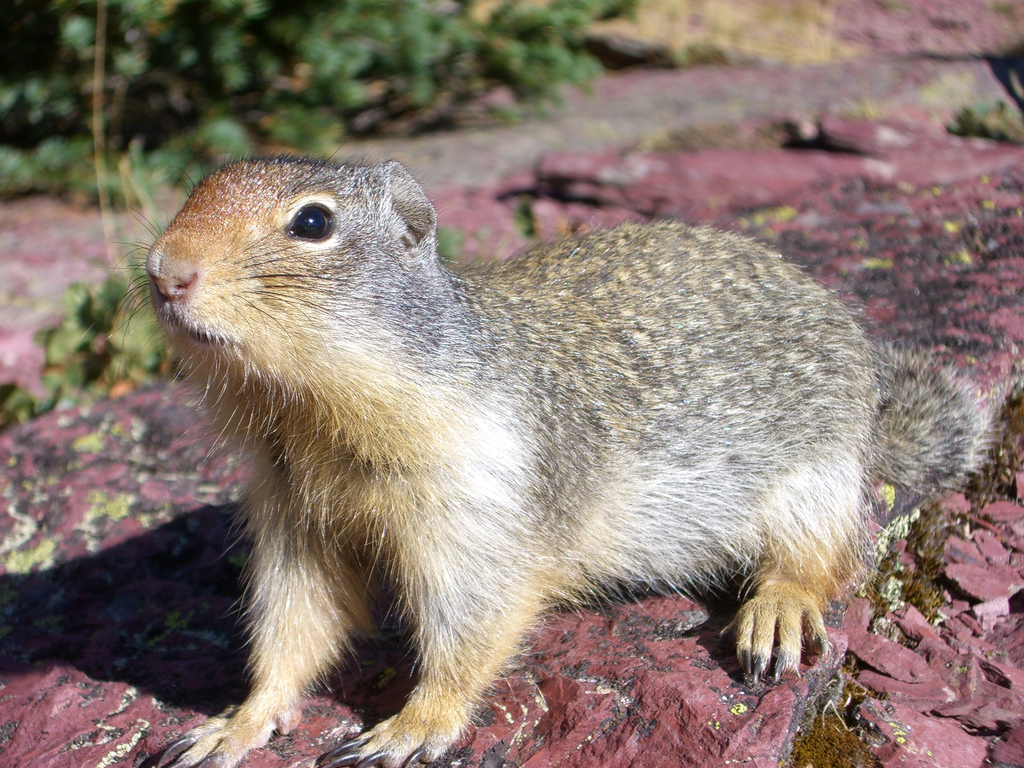
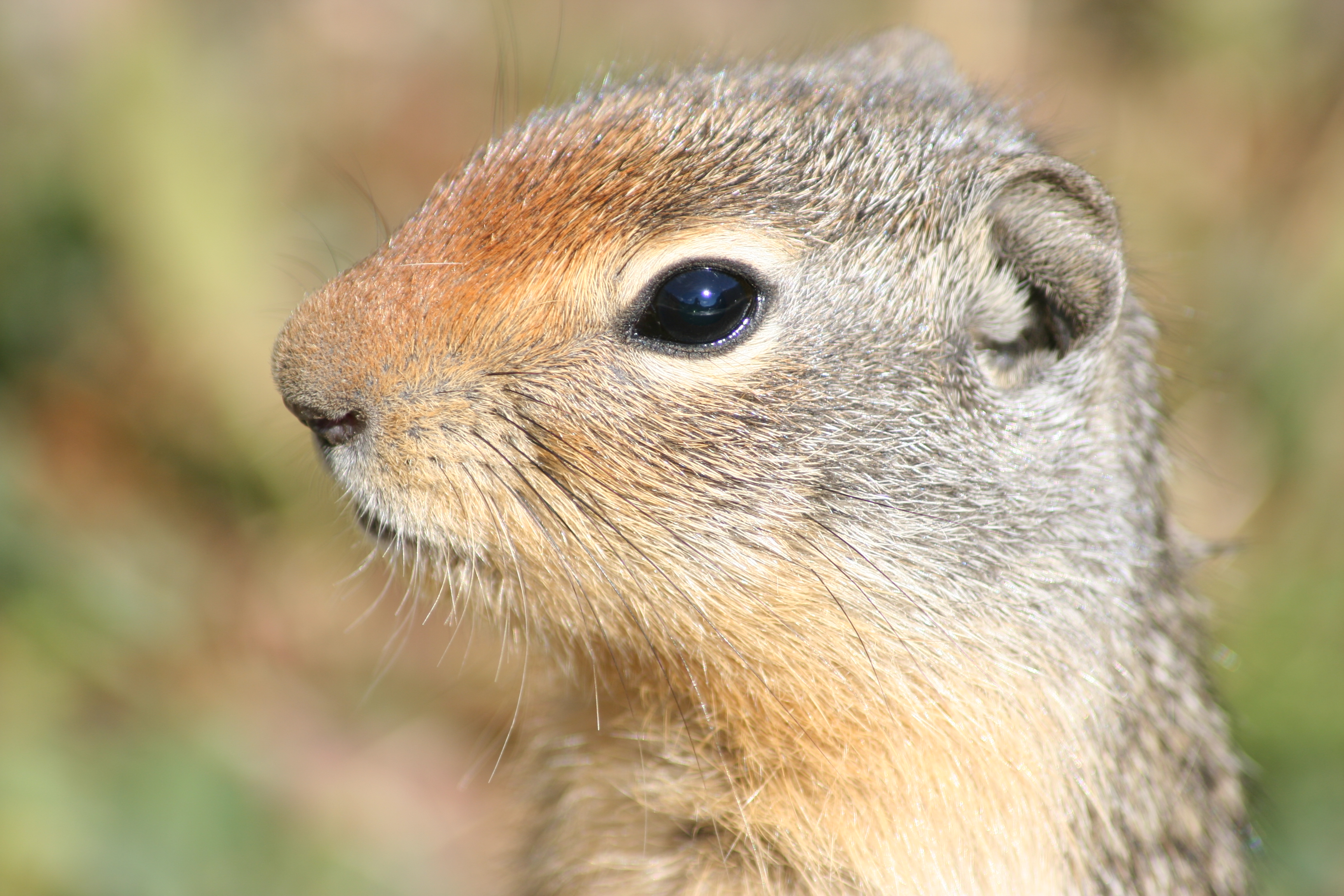
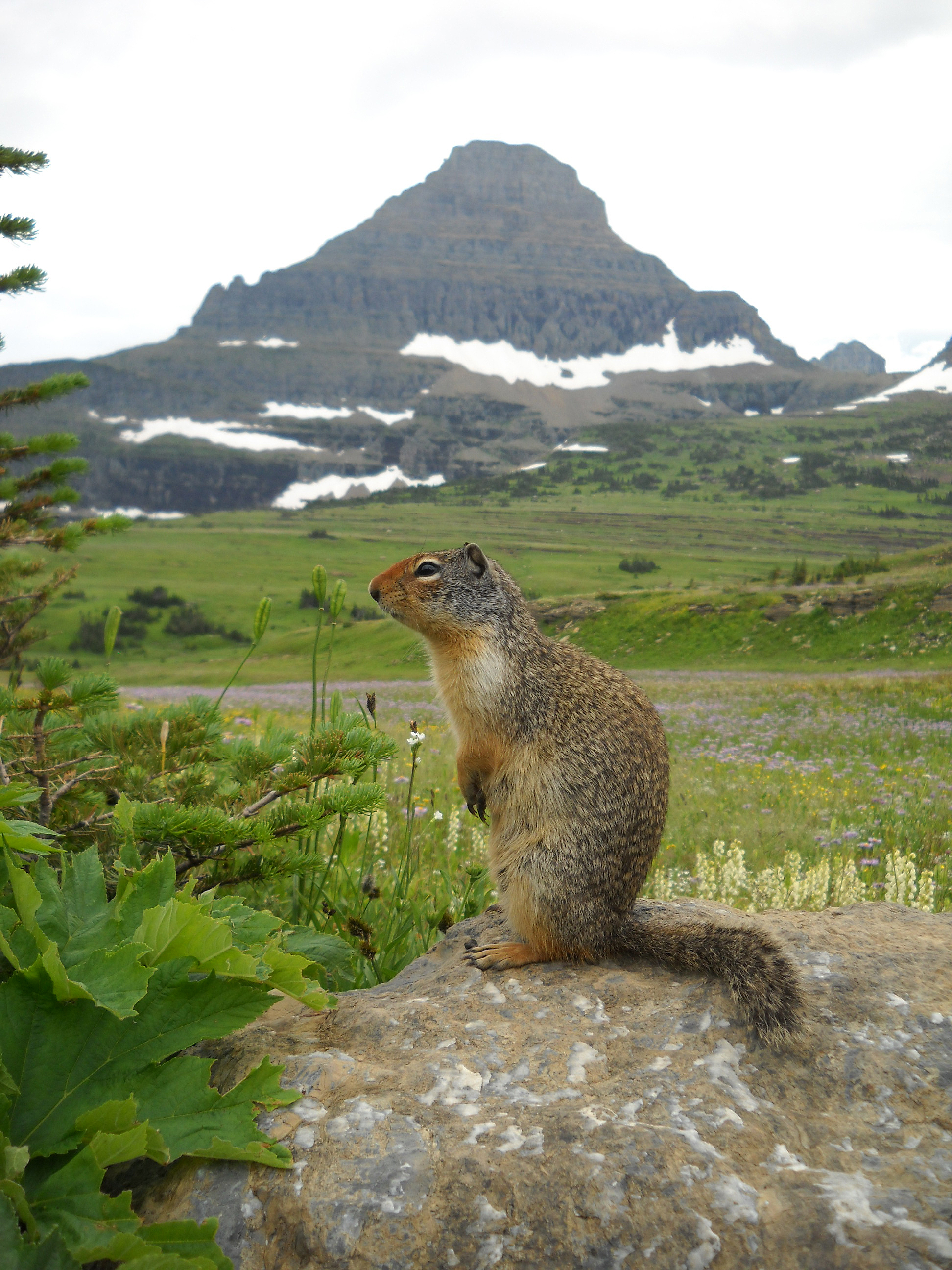
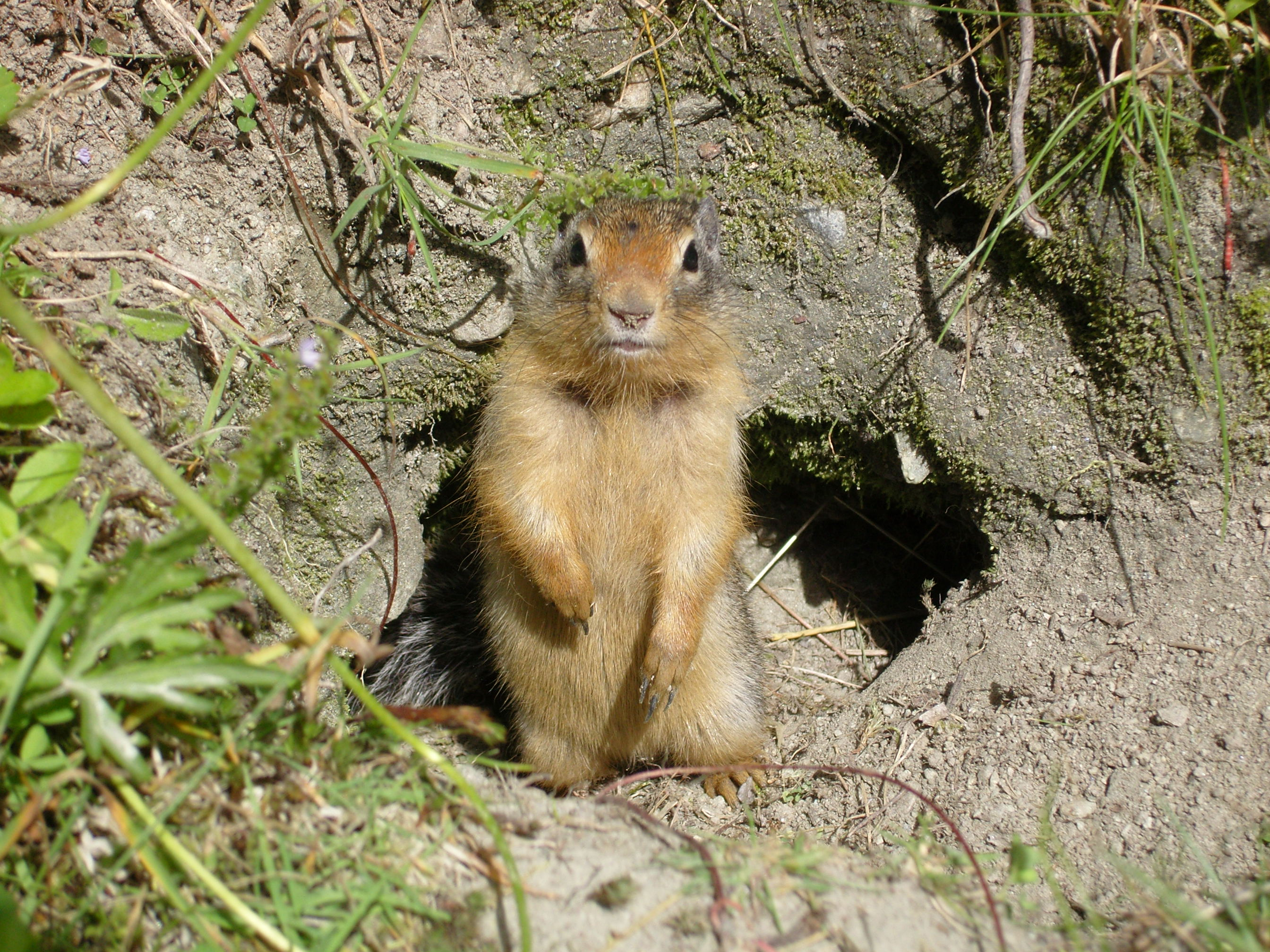